# Jatropha alamanii
Jatropha alamanii är en törelväxtart som beskrevs av Johannes Müller Argoviensis. Jatropha alamanii ingår i släktet Jatropha och familjen törelväxter. Inga underarter finns listade i Catalogue of Life.